# Florence Fight Club
Florence Fight Club  è un film documentario del 2010 diretto da Rovero Impiglia e Luigi Maria Perotti. 
Il film parla del calcio storico fiorentino, antichissimo sport tuttora praticato a Firenze e famoso per la sua brutalità.
Il documentario è frutto di una co-produzione tra Italia e Germania. Nell'estate 2010 il film è andato in onda su FX mentre il 14 aprile 2011 è stato trasmesso dal canale tedesco WDR: lo stesso giorno il quotidiano tedesco Süddeutsche Zeitung ha dedicato un articolo di quattro colonne al film. Il film è stato distribuito, oltre che in Italia e in Germania, in Polonia, Russia e Israele.

## Trama
Quattro abitanti di Firenze, il più possibile distanti gli uni dagli altri per età, personalità ed estrazione culturale, decidono di entrare a far parte delle squadre dei "calcianti" per sfidare se stessi e le proprie paure, oltre che per il desiderio di coltivare un'antica tradizione. La sfida li porterà in un'arena fuori dal tempo, che ogni anno accende gli animi dei fiorentini trasformando Piazza Santa Croce.

## Riconoscimenti
Nel 2010 ha vinto il Premio Libero Bizzarri. È stato presentato al Kraków Film Festival e al Los Angeles All Sports Film festival nel 2010, mentre nel 2011 è stato tra i sei documentari italiani selezionati per il Doc Aviv - Festival Internazionale del Documentario di Tel Aviv, riscuotendo buoni successi di pubblico e di critica. Il trailer ha ricevuto il "Premio Pitch Trailer" nell'edizione 2010 del Trailers FilmFest.

## Citazioni
- Il film inizia con una citazione ("How much can you know about yourself if you've never been in a fight?"), pronunciata da Tyler Durden nel film Fight Club, cui rimanda il titolo del documentario.